# Flughafen Dibrugarh

i7
i11
i13
Der ca. 110 m hoch gelegene Flughafen Dibrugarh (englisch Dibrugarh Airport, IATA-Code: DIB, ICAO-Code: VEMN), auch Flughafen Dibrugarh-Mohanbari, ist ein nationaler Flughafen ca. 14 km (Fahrtstrecke) östlich der Stadt Dibrugarh im Bundesstaat Assam im Nordosten Indiens.

## Geschichte
Der Dibrugarh Airport existiert schon seit den 1950er Jahren. Im Februar 2009 wurde ein neues Terminal fertiggestellt. Die ca. 1830 m lange Start- und Landebahn wird seit Juli 2021 auf ca. 2290 m verlängert.

## Verbindungen
Verschiedene indische Fluggesellschaften betreiben z. T. mehrmals tägliche Linienflüge nach Kalkutta und Delhi. Regionale Flugverbindungen bestehen nach Guwahati, Agartala, Shiliguri, Imphal und anderen Flugzielen.

## Zwischenfälle
- Am 5. November 1943 verunglückte eine Curtiss C-46A-5-CU Commando der United States Army Air Forces (USAAF) (Luftfahrzeugkennzeichen 41-12322) zwischen dem Flughafen Dibrugarh-Mohanbari und dem Yangkai Airfield (China). Alle vier Besatzungsmitglieder überlebten den Unfall.[4]

- Am 30. Juni 1945 verschwand eine Curtiss C-46A-50-CU Commando der United States Army Air Forces (USAAF) (42-101062) auf dem Flug vom Flugplatz Dibrugarh-Mohanbari zum Flugplatz Chanyi (China). Alle 3 Besatzungsmitglieder blieben vermisst.[5]

- Am 25. Juni 1958 wurde eine Douglas DC-3C der Indian Airlines (VT-COJ) beim Abwurf von Versorgungsgütern nahe Damroh so extrem tief geflogen, dass eine Tragfläche eine Hügelkette streifte, das Flugzeug herumschleuderte und zum Absturz brachte. Die Maschine war vom Flughafen Dibrugarh aus im Einsatz. Durch diesen CFIT (Controlled flight into terrain) wurden von den 7 Insassen 5 getötet, alle drei Besatzungsmitglieder und 2 Passagiere.[6]

## Sonstiges
- Betreiber des Flughafens ist die Airports Authority of India.
- Es gibt eine Start-/Landebahn mit 1830 m Länge.